# Адолесценција
Адолесценција (од лат. adolescere – „расти, сазревати“) представља прелазно и најобимније доба човековог развоја. Адолесцент више није дете, али још увек није ни одрастао човек, између пубертета и зрелости. Овим прелазним добом обухваћено је и безброј проблема младе личности. Адолесценција преко полне зрелости води ка интелектуалној, емоционалној и социјалној зрелости.
Свако људско биће се, у психолошком смислу, развија целог живота. Међутим, ипак постоје неки периоди и фазе када је овај развој интензивнији и значајнији јер утиче на стварање или суштинску реорганизацију психичког бића, његових базичних особина и психичке структуре. Последњи такав значајни период је адолесценција, током које се дотадашња деца преображавају у одрасла бића, како по свом телесном изгледу, тако и по психолошком и социјалном функционисању.
Постоји онолико дефиниција адолесценције, колико и аутора који се њоме баве. Многи аутори су тврдили да тај период представља „дисконтинуитет статуса“, односно сматрало се да особа губи статус јер више нема статус детета, а још увек није достигла ниво статуса одраслог човека. Данас више одговара тврдња да је реч о статусу младе особе, адолесцента, статусу који може и треба да се прихвати као издвојени јер има велики значај у животном циклусу јединке.

## Биолошки развој

### Пубертет
Пубертет је период од неколико година у коме долази до брзог физичког раста и психичких промена које кулминирају полном зрелошћу. Просечна старост за почетак пубертета је 11 за девојчице и 12 за дечаке. На индивидуални распоред сваке особе за пубертет првенствено утиче наследност, иако фактори околине, као што су исхрана и вежбање, такође имају одређене утицаје. Ови фактори такође могу допринети прераном и одложеном пубертету.
Неки од најзначајнијих делова пубертетског развоја укључују карактеристичне физиолошке промене у висини, тежини, грађи тела, циркулаторном и респираторном систему. На ове промене у великој мери утиче хормонска активност. Хормони играју организациону улогу, подстичући тело да се понаша на одређени начин када пубертет почне, и активну улогу, која се односи на промене у хормонима током адолесценције које покрећу промене у понашању и физичке природе.
Пубертет се јавља кроз дуг процес и почиње повећањем производње хормона, што заузврат изазива бројне физичке промене. То је животна фаза коју карактерише појава и развој секундарних полних карактеристика (на пример, дубљи глас и већа Адамова јабучица код дечака, развој груди и више закривљених и истакнутих кукова код девојчица) и јака промена у хормонској равнотежи према одраслом стању. Ово изазива хипофиза, која лучи навалу хормонских агенса у крвоток, покрећући ланчану реакцију. Мушке и женске гонаде се тиме активирају, што их доводи у стање брзог раста и развоја; активиране гонаде сада започињу масовну производњу хормона. Тестиси првенствено ослобађају тестостерон, а јајници претежно ослобађају естроген. Производња ових хормона се постепено повећава све док се не постигне полно сазревање. Неки дечаци могу развити гинекомастију због неравнотеже полних хормона, реаговања ткива или гојазности.
Длаке на лицу код мушкараца се обично појављују у одређеном редоследу током пубертета: Прва длака на лицу која се појави има тенденцију да расте у угловима горње усне, обично између 14 и 17 година. Затим се шири и формира бркове преко целе горње усне. После тога следи појава длака на горњем делу образа, и пределу испод доње усне. Коса се на крају шири на бочне и доње ивице браде, а остатак на доњи део лица формирајући пуну браду. Као и код већине људских биолошких процеса, овај специфичан редослед може да варира међу неким појединцима. Длаке на лицу су често присутне у касној адолесценцији, око 17 и 18 година, али се могу појавити тек касније. Неки мушкарци не развију пуну длаку на лицу 10 година након пубертета. Длаке на лицу настављају да постају грубље, много тамније и гушће још 2-4 године након пубертета.
Главни оријентир пубертета за мушкарце је спермарха, прва ејакулација, која се у просеку дешава у 13. години. За жене, то је менарха, почетак менструације, која се јавља у просеку између 12 и 13 година. На старост менархе утиче наследност, али исхрана и начин живота девојчице такође. Без обзира на гене, девојка мора да има одређени удео телесне масти да би достигла менарху. Сходно томе, девојке које су на исхрани са високим садржајем масти и које нису физички активне почињу да имају менструацију у просеку раније од девојчица чија исхрана садржи мање масти и чије активности укључују вежбе за смањење масти (нпр. балет и гимнастика). Девојчице које су неухрањене или се налазе у друштвима у којима се од деце очекује физички рад такође почињу да имају менструацију у каснијим годинама.
Време пубертета може имати важне психолошке и социјалне последице. Дечаци који рано сазревају обично су виши и јачи од својих пријатеља. Они имају предност у привлачењу пажње потенцијалних партнера и у томе што су први изабрани за спорт. Дечаци у пубертету често имају добру слику о телу, самоуверенији су, сигурнији и независнији. Дечаци који касно сазревају могу бити мање самоуверени због лоше слике тела када се упоређују са већ развијеним пријатељима и вршњацима. Међутим, рани пубертет није увек позитиван за дечаке; рано полно сазревање код дечака може бити праћено повећаном агресивношћу услед налета хормона који на њих утичу. Пошто изгледају старији од својих вршњака, дечаци у пубертету могу се суочити са повећаним друштвеним притиском да се прилагоде нормама одраслих; друштво их може посматрати као емоционално напредније, упркос чињеници да њихов когнитивни и друштвени развој може заостајати за њиховим изгледом. Истраживања су показала да је већа вероватноћа да ће дечаци који рано сазревају бити сексуално активни и да имају већу вероватноћу да учествују у ризичном понашању.
За девојчице, рано сазревање понекад може довести до повећане самосвести, што је типичан аспект код зрелих женки. Због тога што се њихова тела унапред развијају, девојке у пубертету могу постати несигурније и зависније. Сходно томе, девојчице које рано достигну полно сазревање имају већу вероватноћу да ће развити поремећаје у исхрани (као што је анорексија нервоза) него њихове вршњакиње. Скоро половина свих дијета америчких средњошколки је да изгубе тежину. Поред тога, девојчице ће можда морати да се суоче са сексуалним напредовањем старијих дечака пре него што постану емоционално и ментално зреле. Поред тога што имају ранија сексуална искуства и више нежељених трудноћа од касније зрелих девојака, девојке које рано сазревају су више изложене злоупотреби алкохола и дрога. Они који су имали таква искуства имају тенденцију да не успевају тако добро у школи као њихови „неискусни“ вршњаци.
Девојчице обично достижу потпуни физички развој око 15-17 година, док дечаци обично завршавају пубертет око 16-17 година. Свако повећање висине након постпубертетског доба је неуобичајено. Девојчице постижу репродуктивну зрелост око четири године након појаве првих физичких промена у пубертету. Насупрот томе, дечаци се развијају спорије, али настављају да расту око шест година након првих видљивих промена у пубертету.

### Промене у вези са репродукцијом
Примарне полне карактеристике су оне које су директно повезане са полним органима. Код мушкараца, прве фазе пубертета укључују раст тестиса и скротума, након чега следи раст пениса. У време када се пенис развија, семене везикуле, простата и булбоуретрална жлезда се такође повећавају и развијају. Прва ејакулација семене течности се обично дешава око годину дана након почетка убрзаног раста пениса, иако је то често детерминисано културолошки, а не биолошки, пошто се код многих дечака прва ејакулација дешава као резултат мастурбације. Дечаци су углавном плодни пре него што постану одрасли.
Код жена, промене у примарним полним карактеристикама укључују раст материце, вагине и других аспеката репродуктивног система. Менарха, почетак менструације, је релативно касни развој који прати дуги низ хормоналних промена. Генерално, девојчица није у потпуности плодна тек неколико година након менархе, пошто редовна овулација прати менарху око две године. За разлику од мушкараца, стога, жене обично изгледају физички зреле пре него што су способне да затрудне.
Промене секундарних полних карактеристика обухватају сваку промену која није директно повезана са полном репродукцијом. Код мушкараца ове промене укључују појаву стидних и длака на лицу и телу, продубљивање гласа, храпавост коже надлактица и бутина и појачан развој знојних жлезда. Код жена, секундарне промене пола укључују подизање дојки, ширење кукова, развој стидних длака и длака пазуха, проширење ареола и подизање брадавица. Промене у секундарним полним карактеристикама које узимају место током пубертета се често називају пет Танерових фаза, названих по британском педијатру који је осмислио систем категоризације.

### Промене у мозгу
Људски мозак није завршио развој до тренутка када особа достигне пубертет, или га чак заврши. Познато је да се предњи режањ мозга добро обликује у 30-им годинама. Неуронаучници се често не могу тачно сложити око тога када се овај развојни период завршава или да ли постоји тачна старост за крај развоја мозга. У доби испод око 30 година, људски мозак је укључен у људско понашање и друштвену незрелост. Међутим, не постоји емпиријска студија која указује на узрочну везу са развојем префронталног кортекса у адолесценцији и раном одраслом добу са било каквим ирационалним понашањем. Мозак достиже 90% величине одрасле особе до шесте године живота. Дакле, мозак не расте много у величини током адолесценције.
Током адолесценције, количина беле материје у мозгу расте линеарно, док количина сиве материје у мозгу прати обрнути U образац. Кроз процес који се назива синаптичко орезивање, елиминишу се непотребне неуронске везе у мозгу и смањује се количина сиве материје. Међутим, то не значи да мозак губи функционалност; него постаје ефикаснији због повећане мијелинизације (изолације аксона) и смањења неискоришћених путева.
Прве области мозга које треба орезати су оне које укључују примарне функције, као што су моторна и сензорна подручја. Подручја мозга укључена у сложеније процесе губе материју касније у развоју. Ово укључује латерални и префронтални кортикс, између осталих региона. Неке од развојно најзначајнијих промена у мозгу дешавају се у префронталном кортексу, који је укључен у доношење одлука и когнитивну контролу, као и друге више когнитивне функције. Током адолесценције, повећава се мијелинизација и синаптичко орезивање у префронталном кортексу, побољшавајући ефикасност обраде информација и јачању неуронске везе између префронталног кортекса и других региона мозга. Ово доводи до боље процене ризика и награда, као и до побољшане контроле над импулсима. Конкретно, развој у дорзолатералном префронталном кортексу је важан за контролу импулса и планирање унапред, док је развој у вентромедијалном префронталном кортексу важан за доношење одлука. Промене у орбитофронталном кортексу важне су за процену награда и ризика.
Три неуротрансмитера која играју важну улогу у развоју мозга адолесцената су глутамат, допамин и серотонин. Глутамат је ексцитаторни неуротрансмитер. Током синаптичке резидбе која се дешава током адолесценције, већина неуронских веза које се орезују садрже рецепторе за глутамат или друге ексцитаторне неуротрансмитере. Због тога је у раном одраслом добу синаптичка равнотежа у мозгу више инхибиторна него ексцитаторна.
Допамин је повезан са задовољством и прилагођавањем околини током доношења одлука. Током адолесценције, нивои допамина у лимбичком систему се повећавају и повећава се унос допамина у префронтални кортекс. Равнотежа ексцитаторних и инхибиторних неуротрансмитера и повећана активност допамина у адолесценцији могу имати импликације на преузимање ризика адолесцената и рањивост на досаду.
Серотонин је неуромодулатор укључен у регулацију расположења и понашања. Развој лимбичког система игра важну улогу у одређивању награда и казни и обради емоционалног искуства и друштвених информација. Промене у нивоу неуротрансмитера допамина и серотонина у лимбичком систему чине адолесценте емотивнијим и осетљивијим на награде и стрес. Одговарајуће повећање емоционалне варијабилности такође може повећати рањивост адолесцената. Ефекат серотонина није ограничен само на лимбички систем: експресија гена неколико рецептора за серотонин драматично се мења током адолесценције, посебно у људском фронталном и префронталном кортексу.

## Раздобља адолесценције
Адолесценција се може поделити на неколико раздобља. Целокупно адолесцентно раздобље почиње отприлике од једанаесте, дванаесте године и траје све до двадесет и пете године.
Ово раздобље можемо поделити на:
1. рану адолесценцију (код девојчица 9-15 година, код дечака 11-15 година);
2. средњу адолесценцију (и код дечака и код девојчица 15-18 година);
3. касну адолесценцију (и код момака и код девојака 18-25);
4. постадолесценцију (која подразумева прихватање улога одраслих и формирање комплетне личности).[31]

## Однос адолесцената и родитеља
Адолесценција је за формирање личности веома важна. У овом периоду адолесцент се налази пред дилемом да ли ће остварити слику о себи којом ће преотети улогу одраслог и пробијати се кроз различите фазе живота, или ће се наћи у тешкоћама, јер је запао у идентитет забуне. Он осећа потребу за независношћу, за формирањем другачије слике о себи. Најважнији процеси у овом периоду су осамостаљивање, односно одвајање од родитеља.
Прелаз из детињства у адолесценцију праћен је врло значајним променама у свим областима социјалног живота младе особе. Тврдње о битном размимоилажењу између адолесцената и њихових родитеља, о „јазу међу генерацијама“ у адолесценцији задржала се и до данашњег дана. Многи су уверени да адолесценту вршњаци постају важнији од родитеља и да главни утицај у социјализацији младе особе врше вршњаци. Међутим, има и другачијих тврђења. У ствари све је више емпиријских података који показују да породични односи остају и даље врло чврсти и важни. Вршњаци, али и породица према тим студијама имају различиту, али једнако важну функцију у развоју адолесцената. Савети родитеља ће преовладавати у озбиљнијим областима који се тичу будућности, избора професионалног опредељења, важнијим одлукама и ситуацијама у животу, јер родитељи боље познају свет одраслих.
Улога родитеља остаје и даље битна у развоју адолесцената, међутим сам квалитет односа се ипак мења. Развојне промене у односу родитељ - дете састоје се у следећем. У детињству се интеракција између родитеља и детета сводила на принципу размене где родитељ пружа бригу, помоћ, заштиту, а дете узвраћа послушношћу. У адолесценцији, са друге стране, дете уноси у свој однос са родитељем неке елементе односа са вршњацима. Адолесцент и даље поштује статус родитеља и спреман је да слуша и разуме релативно подређен статус у односу на родитеља. Однос постаје све више однос једнаких, или скоро једнаких. Послушност је више вољна него аутоматска и беспоговорна.
У периоду адолесценције здрава контрола родитеља је нарочито важна, јер адолесцент жели одређену меру слободе и признавања његове независности. Зато строга контрола родитеља води до супротстављања и удаљивања од адолесцената.
Несвесно родитељи са адолесцентима поступају као да су још увек мала деца, као да нису у стању да разумеју шта им се каже. Уместо да комуницирају јасно и директно, они анализирају, окривљују, оптужују или своје неслагање изражавају сарказмом, у жељи да индиректно наведу дете на сарадњу. Родитељи треба превазићи овакав вид односа, и почети да се према адолесценту понашају као према младој особи која улази у свет одраслих. Тако ће једино њихова сарадња бити добра, и помоћи ће бољем односу између родитеља и адолесцента.

## Однос адолесцената и вршњака
У односима са вршњацима јављају се две новине. Природа и значај контакта са вршњацима из детињства се мења, добијајући све сложеније форме. Ово је наставак процеса који је започео у детињству. Друга промена се односи на чињеницу да неки од контаката са вршњацима сада укључују и сексуалност. Док је у раном детињству контакт са вршњацима био површан и сводио се на једноставно учествовање у заједничким активностима, у адолесценцији контакт са вршњаком добија нове одлике заједништва, лојалности и блискости. Адолесцент сада сам тражи и бира пријатеља. Бира пријатеља који може да му пружи интиман, близак контакт, који ће му бити одан, са којим ће доживети осећај заједништва.
Бирајући сами пријатеља, пријатељства постају јача, пријатељи проводе све више времена заједно, упознајући се, пружајући једно другоме разумевање, подршку, као и утеху ако је потребна. Осећају обавезу према пријатељу и њиховом односу. Оданост постаје саставни део пријатељства.
Прихватање од стране вршњака је веома важно и значајно. Одбачено дете нема прилику да се у друштву учи разних вештина социјализације, преговарања, решавања конфликата итд. те има мање изгледа да развије пријатељски однос. Дете које је одбачено ће имати проблеме у прилагођавању, и то током целог живота.

## Професионална оријентација адолесцената
Избор професије је једно од најтежих и најозбиљнијих питања ране адолесценције, јер избор правог позива јесте избор основног животног задовољства, осећања сигурности и хармоније. Неки адолесценти се лако и чврсто одлучују за позив, без оклевања, али за већину избор позива представља унутрашњу борбу. Почетно колебање само по себи не представља ништа лоше и није никакав доказ да је неко изабрао одговарајући позив. Могуће је управо супротно, да је адолесцент, одлучујући се за одређени позив, о том питању сувише мало поразмислио и да је његова одлука плод његове површне мотивације.
Фактори који утичу на избор позива су многобројни. То су социјално-психолошки утицаји које прати друштвена развијеност, структура одређеног друштва као и доба. Данас се у великој мери јавља склоност ка техничким и комерцијално-административним професијама. Постоје утицаји медија, друштвеног, економског стања... Такође је присутан и утицај породице, професионални узори родитеља и уопште чланова породице, било у смислу идентификације или у смислу одбијања. Онда су присутни и утицаји школе, вршњака и старијих пријатеља који се већ налазе у професији, утицаји омладинских организација...
У раној адолесценцији на избор занимања углавном утичу родитељи и деца уважавају њихова мишљења при избору средње школе. На њихов избор може утицати и традиција, и то на тај начин да девојчице бирају „женска“ занимања, а дечаци „мушка“ занимања.
Међутим, чињеница је да се у каснијој адолесценцији адолесценти одлучују за професије које су у складу са њиховим цртама личности, са њиховим темпераментом и уопште са структуром њихове личности. Сазревање прати и сазнање о себи и својим квалитетима и талентима, те се они на основу тога могу лакше одлучити за свој будући позив у животу.

## Критике
Концепт адолесценције су критиковали поједини експерти, као што је Роберт Епстајн, који наводи да неразвијен мозак није главни узрок тинејџерске необузданости. Неки су критиковали концепт адолесценције, јер је то релативно нов феномен у људској историји који је створило модерно друштво, и били су веома критични према ономе што сматрају инфантилизацијом младих одраслих особа у америчком друштву. У једном чланку за часопис Scientific American, Роберт Епстајн и Џенифер Онг наводе да је „амерички стил тинејџерских превирања одсутан у више од 100 култура широм света, што сугерише да таква невоља није биолошки неизбежна. Друго, сам мозак се мења у одговору на искуства, што наводи на питање да ли су карактеристике мозга адолесцената узрок тинејџерског немира, или су пре резултат животног стила и искустава.” Дејвид Мошман је такође изјавио по питању адолесценције да су истраживања мозга „пресудна за пуну слику, али да то не даје крајње објашњење”.